# ساری‌داری (پوسوف)
ساری‌داری (به ترکی استانبولی: Sarıdarı) یک منطقهٔ مسکونی در ترکیه است که در پوسوف واقع شده‌است.